# Ольмуэ
Ольмуэ (исп. Olmué) — город в Чили. Административный центр одноимённой коммуны. Население города — 10 379 человек (2002). Город и коммуна входят в состав провинции Марга-Марга и области Вальпараисо. До 11 марта 2010 года коммуна входила в состав провинции Кильота.
Территория — 232 км². Численность населения — 17 516 жителей (2017). Плотность населения — 75,5 чел./км².

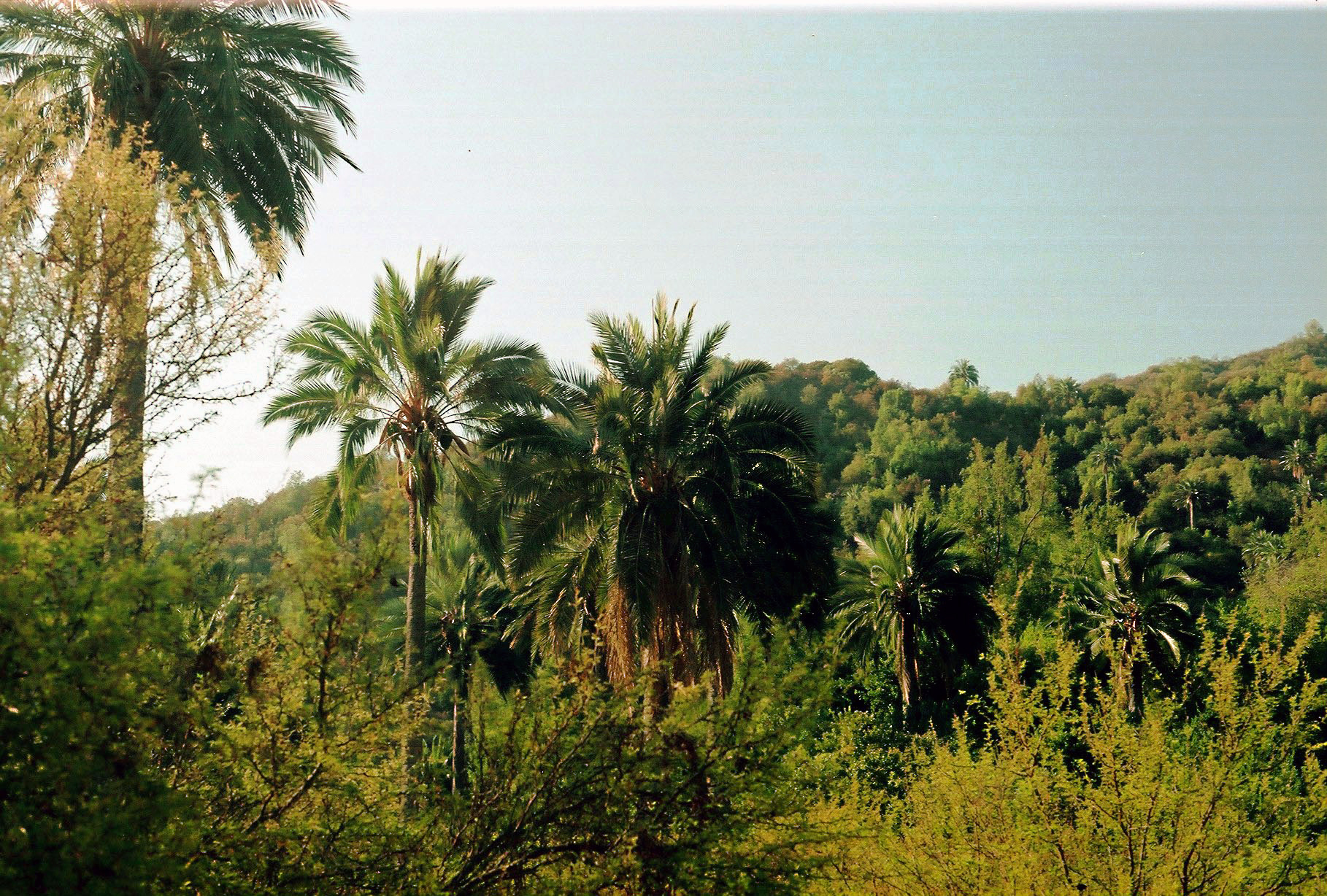
Национальный парк Ла-Кампана.

## Расположение
Город расположен в 41 км на восток от административного центра области города Вальпараисо и в 8 км на восток от административного центра провинции города Кильота.
Коммуна граничит:
- на севере — c коммунами Кильота, Ихуэлас
- на востоке — с коммуной Тильтиль
- на юге — c коммуной Кильпуэ
- на юго-западе — c коммуной Лимаче

## Демография
Согласно сведениям, собранным в ходе переписи 2017 г. Национальным институтом статистики (INE), население коммуны составляет:
| Полное население                          | Полное население                          | Полное население                          | Полное население                          | Полное население                          | 17 516 |
| ----------------------------------------- | ----------------------------------------- | ----------------------------------------- | ----------------------------------------- | ----------------------------------------- | ------ |
| в том числе:                              | Городское население                       | 12 277                                    | Процент городского населения, %           | 70,09                                     |        |
|                                           | Сельское население                        | 5 239                                     | Процент сельского населения, %            | 29,91                                     |        |
|                                           | Мужское население                         | 8 597                                     | Процент мужского населения, %             | 49,08                                     |        |
|                                           | Женское население                         | 8 919                                     | Процент женского населения, %             | 50,92                                     |        |
| Плотность населения, чел/км²              | Плотность населения, чел/км²              | Плотность населения, чел/км²              | Плотность населения, чел/км²              | Плотность населения, чел/км²              | 75,5   |
| Население коммуны в % к населению области | Население коммуны в % к населению области | Население коммуны в % к населению области | Население коммуны в % к населению области | Население коммуны в % к населению области | 0,96   |

| Динамика изменения населения коммуны | Динамика изменения населения коммуны | Динамика изменения населения коммуны | Динамика изменения населения коммуны |
| ------------------------------------ | ------------------------------------ | ------------------------------------ | ------------------------------------ |
| 1992                                 | 2002                                 | 2012                                 | 2017                                 |
| 12 603                               | 14 105▲                              | 16 363▲                              | 17 516▲                              |

## Важнейшие населенные пункты[4]
| №  | Населённый пункт  | Населённый пункт (исп.) | Категория | Население чел. (2002) | На карте                        |
| -- | ----------------- | ----------------------- | --------- | --------------------- | ------------------------------- |
| 1  | Ольмуэ            | Olmué                   | город     | 10379                 | 32°59′44″ ю. ш. 71°11′10″ з. д. |
| 2  | Кебрада-Альворадо | Quebrada Alvarado       | поселок   | 573                   | 33°02′51″ ю. ш. 71°05′57″ з. д. |
| 3  | Эль-Венадо        | El Venado               | поселок   | 237                   | 33°03′17″ ю. ш. 71°05′17″ з. д. |
| 4  | Лос-Бельотос      | Los Bellotos            | поселок   | 208                   | 33°02′31″ ю. ш. 71°01′38″ з. д. |
| 5  | Эль-Тебаль        | El Tebal                | поселок   | 159                   | 33°03′02″ ю. ш. 71°06′57″ з. д. |
| 6  | Эль-Маки          | El Maqui                | поселок   | 158                   | 33°03′46″ ю. ш. 71°05′56″ з. д. |
| 7  | Ло-Кастро         | Lo Castro               | поселок   | 149                   | 33°03′28″ ю. ш. 71°06′56″ з. д. |
| 8  | Ла-Дормида        | La Dormida              | поселок   | 122                   | 33°03′48″ ю. ш. 71°03′59″ з. д. |
| 9  | Ла-Лаха           | La Laja                 | поселок   | 77                    | 33°01′43″ ю. ш. 71°03′47″ з. д. |
| 10 | Лас-Пальмас       | Las Palmas              | поселок   | 72                    | 33°01′15″ ю. ш. 71°04′11″ з. д. |
| 11 | Камарико-Бахо     | Camarico Bajo           | поселок   | 65                    | 33°03′31″ ю. ш. 71°02′56″ з. д. |
| 12 | Лас-Крусес        | Las Cruces              | поселок   | 57                    | 33°00′47″ ю. ш. 71°11′49″ з. д. |
| 13 | Пелумпен          | Pelumpén                | поселок   | н/д                   | 33°01′44″ ю. ш. 71°08′53″ з. д. |